# Storm de Tri-City
Le Storm de Tri-City est une franchise amatrice de hockey sur glace situé à Kearney dans l'État du Nebraska aux États-Unis. Elle est dans la division ouest de USHL.

## Historique
L'équipe a été créé en 2000.